# Firmi Catus
Firmi Catus (en llatí: Firmius Catus) va ser un senador romà del temps de Tiberi.
Firmi Catus va acusar el seu amic Luci Escriboni Libó Drus l'any 16. Uns anys després, el 24, va ser ell mateix condemnat pel senat al desterrament a una illa per una falsa acusació de traïció (majestas) contra la seva germana, però Tiberi li va perdonar el desterrament a causa de la denúncia anterior a Libó Drus, i es va limitar a expulsar-lo del senat.